# Джузепе Конте
Вижте пояснителната страница за други личности с името Конте.
Джузепе Конте (на италиански: Giuseppe Conte) е италиански политик, министър-председател на Италия от 2018 до 2021 г.

## Биография
Роден е на 8 август 1964 г. във Волтурара Апула, Италия. Той е син на секретаря на общинския съвет Никола Конте и учителката Лилина Роберти.

## Ранен живот
След като семейството му се премества в Сан Джовани Ротондо, Конте посещава класическия лагер „Pietro Giannone“ в близкия Сан Марко в Ламис и след това изучава право в университета „La Sapienza“ в Рим, където завършва през 1988 г. с отличие. В кратки срокове Конте учи в чужбина. През 1992 г. се премества в САЩ, за да учи в юридическия факултет на Йейл и университета „Дукейн“ и в Международния институт по култура във Виена през 1993 г. Започва академичната си кариера през 90-те години, когато преподава в университета „Тре“, в университета LUMSA в Рим, в Малтийския университет и в университета в Сасари. Конте е професор по частно право в Университета във Флоренция.

## Начело на правителството
На 1 юни 2018 г., въпреки липсата на политически опит, Конте официално заема поста министър-председател на Италия.

## Фотогалерия
- Джузепе Конте с президента Серджо Матарела
- Джузепе Конте с японския премиер Шиндзо Абе
- Джузепе Конте с американския президент Доналд Тръмп